# Hassan (Rural), Hassan
Hassan (Rural) là một làng thuộc tehsil Hassan, huyện Hassan, bang Karnataka, Ấn Độ.